# پاشن (دهانه)
پاشن یک دهانه برخوردی در ماه‌ است.

## دهانه‌های اقماری
این دهانه ۷ دهانه اقماری دارد.
| Paschen | عرض جغرافیایی | طول جغرافیایی | قطر          |
| ------- | ------------- | ------------- | ------------ |
| G       | ۱۴.۳° S       | ۱۳۵.۴° W      | ۲۹.۰ کیلومتر |
| H       | ۱۶.۰° S       | ۱۳۵.۶° W      | ۲۷.۰ کیلومتر |
| K       | ۱۷.۹° S       | ۱۳۸.۹° W      | ۵۷.۰ کیلومتر |
| M       | ۱۶.۱° S       | ۱۴۰.۰° W      | ۹۴.۰ کیلومتر |
| L       | ۱۶.۴° S       | ۱۳۹.۵° W      | ۳۸.۰ کیلومتر |
| S       | ۱۴.۵° S       | ۱۴۲.۰° W      | ۴۸.۰ کیلومتر |
| U       | ۱۳.۲° S       | ۱۴۳.۰° W      | ۲۹.۰ کیلومتر |